# Phạm Thị Huệ
Phạm Thị Huệ (* 26. September 1996 in Đầm Hà) ist eine vietnamesische Leichtathletin, die sich auf den Langstreckenlauf spezialisiert hat.

## Sportliche Laufbahn
Erste internationale Erfahrungen sammelte Nguyễn Thị Oanh im Jahr 2015, als sie bei den Südostasienspielen in Singapur in 25:02,70 min die Silbermedaille im 10.000-Meter-Lauf hinter der Indonesierin Triyaningsih gewann und über 5000 Meter in 17:25,97 min den vierten Platz belegte. Zwei Jahre später gewann sie bei den Südostasienspielen in Kuala Lumpur in 36:54,02 min erneut die Silbermedaille über 10.000 Meter hinter Triyaningsih, diesmal aber auch in 17:33,45 min im 5000-Meter-Lauf und musste sich damit nur ihrer Landsfrau Nguyễn Thị Oanh geschlagen geben. 2019 erreichte sie bei den Asienmeisterschaften in Doha in 17:01,13 min den neunten Platz über 5000 Meter und siegte anschließend in 1:20:23 h beim  VnExpress Half Marathon in Quy Nhơn. Im Dezember siegte sie dann bei den Südostasienspielen in Capas in 36:23,44 min über 10.000 Meter und gewann über 5000 Meter in 16:52,35 min die Silbermedaille hinter Landsfrau Nguyễn. 2022 wurde sie bei den Südostasienspielen in Hanoi in 2:59:22 h Vierte im Marathon.
2015, 2017 und 2019 wurde Phạm vietnamesische Meisterin im 10.000-Meter-Lauf sowie 2015 auch über 5000 Meter.

## Persönliche Bestleistungen
- 5000 Meter: 16:48,79 min, 15. Juni 2017 in Bangkok
- 10.000 Meter: 25:02,70 min, 11. Juni 2015 in Singapur
- Marathon: 2:54:31 h, 17. März 2019 in Taipeh